# Epidendrum megagastrium
Epidendrum megagastrium är en orkidéart som beskrevs av John Lindley. Epidendrum megagastrium ingår i släktet Epidendrum och familjen orkidéer. Inga underarter finns listade i Catalogue of Life.